# Еусебіо Діакону
Еусебіо Янку Діакону (рум. Eusebiu Iancu Diaconu; нар. 16 березня 1981, Бакеу, повіт Бакеу) — румунський і угорський борець греко-римського стилю, триразовий бронзовий призер чемпіонатів світу, чемпіон, срібний та бронзовий призер чемпіонатів Європи, учасник двох Олімпійських ігор.

## Життєпис
Боротьбою займається з 1992 року. Дворазовий срібний призер чемпіонатів світу серед юніорів (2000, 2001). Дворазовий бронзовий призер чемпіонатів Європи серед юніорів (1999, 2000). У 2011 році на декількох турнірах представляв збірну Угорщини.
Виступав за борцівський клуб «CCS» Бакеу. Тренер — Георге Мокану.

## Спортивні результати на міжнародних змаганнях

### Виступи на Олімпіадах
| Змагання                    | Збірна  | Вагова категорія                 | Місце |
| --------------------------- | ------- | -------------------------------- | ----- |
| Літні Олімпійські ігри 2004 | Румунія | греко-римська боротьба, до 60 кг | 7     |
| Літні Олімпійські ігри 2008 | Румунія | греко-римська боротьба, до 60 кг | 7     |

### Виступи на Чемпіонатах світу
| Змагання                        | Збірна  | Вагова категорія                 | Місце  |
| ------------------------------- | ------- | -------------------------------- | ------ |
| Чемпіонат світу з боротьби 2001 | Румунія | греко-римська боротьба, до 63 кг | 27     |
| Чемпіонат світу з боротьби 2002 | Румунія | греко-римська боротьба, до 60 кг | 9      |
| Чемпіонат світу з боротьби 2003 | Румунія | греко-римська боротьба, до 60 кг | Бронза |
| Чемпіонат світу з боротьби 2005 | Румунія | греко-римська боротьба, до 60 кг | Бронза |
| Чемпіонат світу з боротьби 2006 | Румунія | греко-римська боротьба, до 60 кг | 5      |
| Чемпіонат світу з боротьби 2007 | Румунія | греко-римська боротьба, до 60 кг | Бронза |
| Чемпіонат світу з боротьби 2009 | Румунія | греко-римська боротьба, до 60 кг | 17     |
| Чемпіонат світу з боротьби 2011 | Румунія | греко-римська боротьба, до 60 кг | 32     |

### Виступи на Чемпіонатах Європи
| Змагання                         | Збірна  | Вагова категорія                 | Місце  |
| -------------------------------- | ------- | -------------------------------- | ------ |
| Чемпіонат Європи з боротьби 2002 | Румунія | греко-римська боротьба, до 60 кг | 7      |
| Чемпіонат Європи з боротьби 2003 | Румунія | греко-римська боротьба, до 60 кг | 9      |
| Чемпіонат Європи з боротьби 2004 | Румунія | греко-римська боротьба, до 60 кг | 9      |
| Чемпіонат Європи з боротьби 2005 | Румунія | греко-римська боротьба, до 60 кг | Срібло |
| Чемпіонат Європи з боротьби 2006 | Румунія | греко-римська боротьба, до 60 кг | 17     |
| Чемпіонат Європи з боротьби 2007 | Румунія | греко-римська боротьба, до 60 кг | Золото |
| Чемпіонат Європи з боротьби 2009 | Румунія | греко-римська боротьба, до 60 кг | Бронза |
| Чемпіонат Європи з боротьби 2010 | Румунія | греко-римська боротьба, до 60 кг | 5      |
| Чемпіонат Європи з боротьби 2011 | Румунія | греко-римська боротьба, до 60 кг | 5      |
| Чемпіонат Європи з боротьби 2012 | Румунія | греко-римська боротьба, до 60 кг | 17     |

### Виступи на інших змаганнях
| Змагання                                     | Збірна   | Вагова категорія                 | Місце  |
| -------------------------------------------- | -------- | -------------------------------- | ------ |
| Гран-прі Німеччини з боротьби 2002           | Румунія  | греко-римська боротьба, до 60 кг | 6      |
| Гран-прі Німеччини з боротьби 2003           | Румунія  | греко-римська боротьба, до 60 кг | Срібло |
| Гран-прі Німеччини з боротьби 2004           | Румунія  | греко-римська боротьба, до 60 кг | 7      |
| Гран-прі Німеччини з боротьби 2005           | Румунія  | греко-римська боротьба, до 60 кг | 10     |
| Золотий Гран-прі з боротьби 2006             | Румунія  | греко-римська боротьба, до 60 кг | Срібло |
| Гран-прі Німеччини з боротьби 2007           | Румунія  | греко-римська боротьба, до 66 кг | 14     |
| Турнір Дана Колова — Николи Петрова 2009     | Румунія  | греко-римська боротьба, до 66 кг | 10     |
| Золотий Гран-прі з боротьби 2010 (Баку)      | Румунія  | греко-римська боротьба, до 60 кг | Срібло |
| Турнір Дана Колова — Николи Петрова 2011     | Румунія  | греко-римська боротьба, до 66 кг | 5      |
| Золотий Гран-прі з боротьби 2011 (Сомбатгей) | Румунія  | греко-римська боротьба, до 60 кг | Бронза |
| Кубок Президента Казахстану з боротьби 2011  | Угорщина | греко-римська боротьба, до 60 кг | Бронза |
| Золотий Гран-прі з боротьби 2011 (Баку)      | Угорщина | греко-римська боротьба, до 60 кг | Бронза |
| Золотий Гран-прі з боротьби 2012 (Сомбатгей) | Румунія  | греко-римська боротьба, до 66 кг | 21     |

### Виступи на змаганнях молодших вікових груп
| Змагання                                       | Збірна  | Вагова категорія                 | Місце  |
| ---------------------------------------------- | ------- | -------------------------------- | ------ |
| Чемпіонат Європи з боротьби серед юніорів 1999 | Румунія | греко-римська боротьба, до 54 кг | Бронза |
| Чемпіонат Європи з боротьби серед юніорів 2000 | Румунія | греко-римська боротьба, до 58 кг | Бронза |
| Чемпіонат світу з боротьби серед юніорів 2000  | Румунія | греко-римська боротьба, до 58 кг | Срібло |
| Чемпіонат світу з боротьби серед юніорів 2001  | Румунія | греко-римська боротьба, до 58 кг | Срібло |